# Assepsia

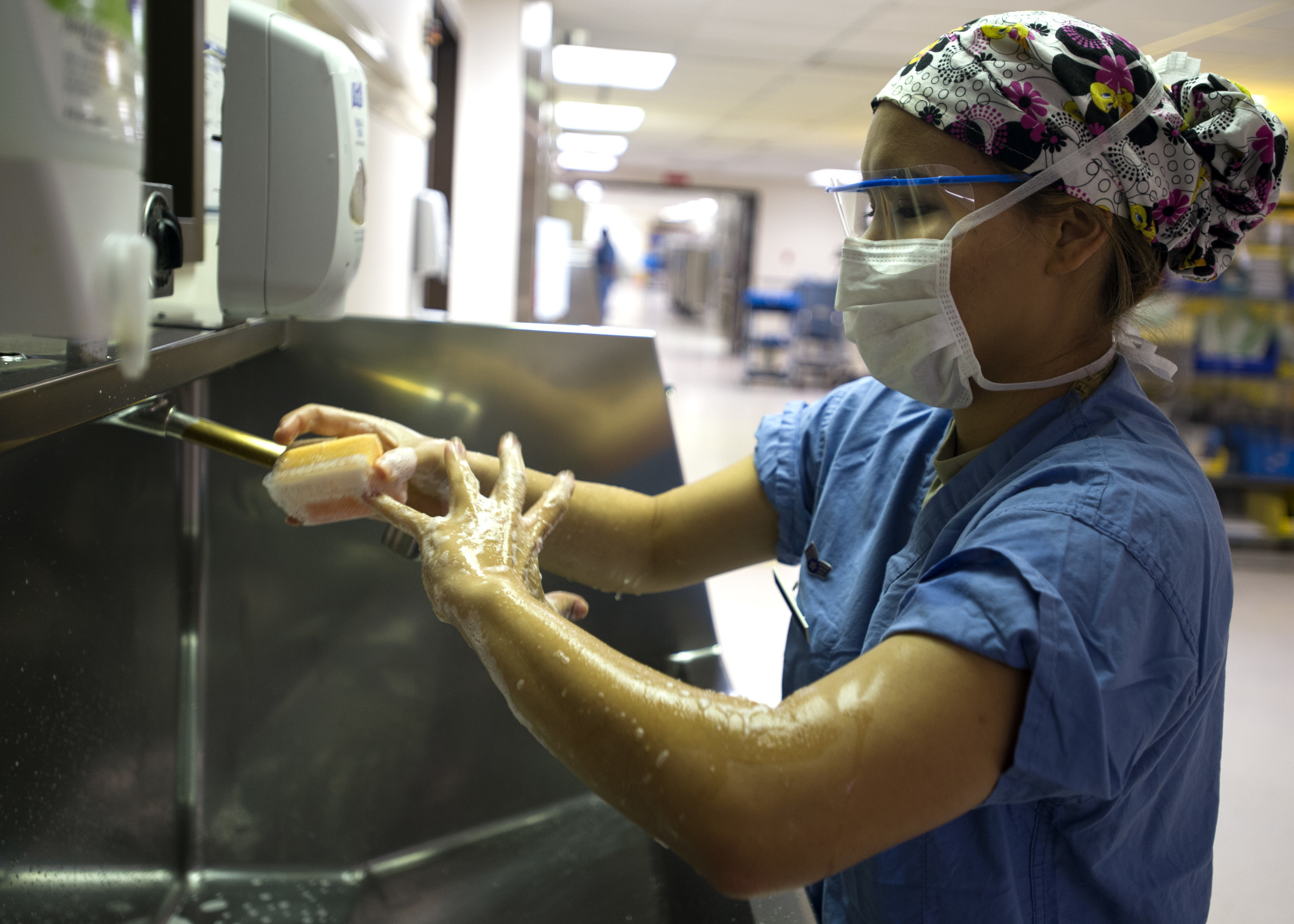
Lavagem de mãos para cirurgia

Assepsia é o estado de estar livre de microrganismos causadores de doenças (tais como bactérias patogénicas, vírus, fungos patogénicos e parasitas). Na moderna tecnologia médica existem duas categorias de assepsia: (1) a assepsia médica; e (2) a assepsia cirúrgica. A moderna noção de assepsia é derivada das técnicas anti-sépticas mais antigas, uma mudança de procedimentos iniciada por diferentes cientistas e médicos no século XIX, que introduziram práticas como a esterilização de instrumentos cirúrgicos e o uso de luvas cirúrgicas durante as operações. O objetivo de assepsia é eliminar ou reduzir a probabilidade de infecção, não visando alcançar a esterilidade. Idealmente, um campo cirúrgico é estéril, o que significa que está livre de todos os contaminantes biológicos (nomeadamente, fungos, bactérias e vírus), não apenas aqueles que podem causar doenças, putrefação ou fermentação. Mesmo num estado asséptico, pode ocorrer uma condição de inflamação estéril. O termo geralmente designa as práticas usadas para promover ou induzir assepsia num campo operatório de cirurgia ou medicina, visando prevenir a infecção.